# Painters Ash
Painters Ash – część miasta Gravesend, w Anglii, w hrabstwie Kent, w dystrykcie Gravesham. Leży 22 km na północny zachód od miasta Maidstone i 34 km na wschód od centrum Londynu. W 2015 miejscowość liczyła 5810 mieszkańców.